# 942
Cette page concerne l'année 942  du calendrier julien. Pour l'année 942 av. J.-C., voir 942 av. J.-C.
L'année 942 est une année commune qui commence un samedi.

## Événements
- Janvier : le roi Louis IV est à Poitiers où il est reçu par le comte Guillaume Tête-d’Etoupe. 
  - Louis d'Outre-Mer se rend ensuite à Laon ; il tente vainement de négocier un accord avec Hugues le Grand et Herbert II de Vermandois, puis se réfugie en Bourgogne. Le pape Étienne VIII prend son parti et envoie son légat Damase qui menace d’excommunication les princes rebelles. En même temps, pour apaiser Herbert, le pape envoi le pallium à son fils Hugues reconnaissant la légitimité de son épiscopat à Reims. Une nouvelle bulle fixe au 25 décembre le délai accordé aux grands pour faire leur soumission au roi. Le duc des Normands, Guillaume Longue-Epée tient alors à Rouen en présence du roi une assemblée qui réunit Guillaume Tête-d’Etoupe et les princes bretons dirigés par le duc Alain Barbe-torte et Juhel Bérenger de Rennes. Tous s’engagent à soutenir Louis IV[1]. Ils marchent ensemble vers l'Oise. Hugues le Grand, Herbert de Vermandois et Otton de Lotharingie viennent camper sur la rive opposée[2].
- 5 avril : consécration de l'autel de l'église Saint-Pierre de l'abbaye de Jumièges par l'abbé Martin, venu de Saint-Cyprien de Poitiers pour réformer Jumièges[3].
- 15 août : le roi d'Italie Hugues d'Arles est à Pavie. Il vient de négocier la paix avec le patrice Albéric avec l'aide d'Odon de Cluny, envoyé par le pape Étienne VIII[4].
- Août-septembre : siège de Lérida par les Hongrois pendant huit jours[5]. Hugues d'Arles achète la paix aux Hongrois qui ont attaqué l'Italie et les conduit en Espagne par le sud de la France, assiègent Lérida mais doivent se retirer par manque de vivres puis sont battus au retour par les Francs[6].
- Mi-septembre : trêve conclue pour deux mois entre les partisans du roi Louis IV et Hugues le Grand, Herbert II de Vermandois et Otton de Lotharingie (fin mi-novembre)[1].
- Automne : Hugues d'Arles, aidé de navires byzantins, mène une campagne victorieuse contre les Sarrasins du Fraxinet, dans le massif des Maures ; selon Liutprand de Crémone, il traite avec les musulmans et leur confie la garde des cols des Alpes pour fermer le passage à son compétiteur Bérenger d'Ivrée, alors réfugié en Germanie[7].
- 1er octobre : premier acte officiel connu du roi de Bourgogne Conrad le Pacifique, jusqu'alors détenu par le roi Otton Ier de Germanie ; il règne effectivement sur le Viennois[7]. Otton lui impose un serment de vassalité[8].
- Fin-octobre : début du pontificat de Marin II ou Martin III (fin en 946)[9].
- Novembre : 
  - Entrevue de Visé sur la Meuse (au nord de Liège). Otton Ier de Germanie réconcilie Hugues le Grand et Herbert II de Vermandois avec le roi Louis IV[1]. Louis d'Outre-Mer semble renoncer à ses prétentions sur la Lotharingie à profit d'Otton[10].
  - Début d'une campagne victorieuse du général byzantin Jean Kourkouas en Syrie et en Arménie. Il prend Djezira, Maiyâfârikin, Diyarbakır, Nisip et Édesse (943)[11].
- 18 novembre : à la mort d'Odon de Cluny[12], les monastères clunisiens de Déols et de Massay prennent leur indépendance[13].
- 17 décembre : assassinat du deuxième duc de Normandie, Guillaume Ier Longue-Épée par les hommes du comte de Flandre Arnoul Ier à Picquigny[1]. Richard Ier devient duc de Normandie (fin en 996). Pendant sa minorité, il est détenu à Laon par Louis IV d’Outre Mer qui occupe la Normandie avec ses vassaux Herbert de Vermandois (Rouen), Hugues le Grand (Bayeux) et Arnoul de Flandre (fin en 945)[14].

- Famine en Francie occidentale et en Bourgogne[15]